# Salem, Missouri
Salem är administrativ huvudort i Dent County i Missouri. Countyts domstolshus i Salem brändes ned av konfedererade trupper i amerikanska inbördeskriget. Huset, som var det andra domstolshuset i countyts historia, låg söder om det nuvarande domstolshuset,  från 1870, som är det fjärde av sitt slag i Dent County. Det tredje domstolshuset förstördes i en brand efter inbördeskriget.

## Kända personer från Salem
- Jason T. Smith, politiker